# Archiprezbiterat Pombal
Archiprezbiterat Pombal − jeden z 10 wikariatów diecezji Coimbra, składający się z 13 parafii:
- Parafia w Abiul
- Parafia w Almagreira
- Parafia w Carriço
- Parafia w Guia
- Parafia w Ilha
- Parafia w Louriçal
- Parafia w Mata Mourisca
- Parafia w Pelariga
- Parafia w Pombal
- Parafia w Redinha
- Parafia w São Tiago de Litém
- Parafia w Vila Cã
- Parafia w Vila Nova de Oliveirinha